# Crawfordsburn
Crawfordsburn (Sruth Chráfard in gaelico irlandese) è un villaggio dell'Irlanda del Nord, situato nella contea di Down.